# Птолемей Алорски
Птолемей (на старогръцки: Πτολεμαῖος) от Алорос е регент на Древна Македония за още малолетния цар Пердика III. Според други източници той има титлата цар на Македония 368–365 г. пр. Хр. Според Диодор Сицилийски той е син на Аминта III, а според други източници той не е от македонската царска фамилия.
Птолемей е женен за Евриноя, дъщерята на Аминта III и Евридика I Македонска. Той става любовник на Евридика. Според Юстин Евридика искала да убие Аминта, за да постави на трона зет си и любовника си Птолемей I Алорит. Но Евриноя издава плана на баща си и така не се стига до убийството. Аминта не я убива, заради децата им.
През 368 г. пр. Хр. Павзаний, друг претендент за трона, завзема голяма част от Македония. Павзаний, друг претендент за трона, завзема голяма част от Македония. Птолемей убива управляващия цар Александър II и поема владението над Македония. С помощта на Ификрат Павзаний е свален и Пердика III е коронован, а Птолемей поема регентството за младия владетел.
През 365 г. пр. Хр. Птолемей е убит при заговор от Пердика III.